# Damothus montis
Damothus montis är en mångfotingart som beskrevs av Chamberlin 1960. Damothus montis ingår i släktet Damothus och familjen storjordkrypare. Inga underarter finns listade i Catalogue of Life.